# 狼山县 (渤海国)
狼山县，为古代渤海国所设立的县，位于渤海国五京之一的南京南海府西北（今朝鲜民主主义人民共和国咸兴市西北狼林山）。辽代，狼山县被废。